# Puyehue
Puyehue è un comune del Cile della provincia di Osorno nella Regione di Los Lagos. Al censimento del 2002 possedeva una popolazione di 11.368 abitanti.

## Società

### Evoluzione demografica
| Censimento del 1992 | Censimento del 2002 |
| 11.207 ab.          | 11.368 ab.          |

## Vulcano
Nei dintorni della cittadina è situato il vulcano Puyehue che infatti prende lo stesso nome.